# 몰데 FK

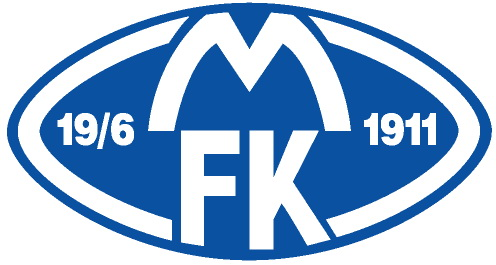

몰데 FK(Molde FK)는 1911년 6월 19일에 창단된 노르웨이 뫼레오그롬스달주 몰데의 축구 클럽으로, 현재 엘리테세리엔에서 활동하고 있다.

## 성적
- 엘리테세리엔
  - 우승 5회 (2011, 2012, 2014, 2019, 2022)
  - 준우승 9회 (1974, 1987, 1995, 1998, 1999, 2002, 2009, 2017, 2018)
- 노르웨이 컵
  - 우승 4회 (1994, 2005, 2013, 2014)
  - 준우승 3회 (1982, 1989, 2009)

## 선수 명단

### 현역
참고: FIFA 자격 규정에 따라 소속된 국가대표팀 국기를 표시합니다. 선수는 복수의 FIFA 비회원국 국적을 가지고 있을 수 있습니다.
| 번호 | 포지션 | 국적 | 이름              |
| ---- | ------ | ---- | ----------------- |
| 9    | FW     | 가나 | 자랄 압둘라이     |
| 14   | FW     |      | 베톤 베리샤       |
| 16   | MF     |      | 에밀 브레이비크   |
| 20   | MF     |      | 크리스티안 에릭센 |
| 21   | DF     |      | 마르틴 린네스     |

| 번호 | 포지션 | 국적 | 이름 |
| ---- | ------ | ---- | ---- |

## 역대 감독
| 감독               | 임기        |
| ------------------ | ----------- |
| 레이다르 크바멘    | 1953        |
| 보 요한손          | 2005        |
| 올레 군나르 솔셰르 | 2011 ~ 2014 |
| 올레 군나르 솔셰르 | 2015 ~ 2018 |